# GTR
GTR was een rockformatie onder leiding van Steve Hackett en Steve Howe. De muziek bestond uit moderne gitaarrock in de stijl van de vroegere Yes en Asia.
Naast een aantal live-bootlegs is van deze formatie alleen het album GTR uitgebracht.